# Серганова, Вера Владимировна
Ве́ра Влади́мировна Серга́нова (род. 1961, СССР) — советский и американский математик, доктор физико-математических наук (1988), профессор в Калифорнийском университете в Беркли, специалист в области супералгебр.

## Биография
Окончила московскую школу №57 и Московский государственный университет. Кандидатскую диссертацию на тему «Автоморфизмы и вещественные формы простых комплексных супералгебр Ли» защитила в 1986 году в ЛГУ под руководством Лейтеса и Онищика. Была докладчиком на Международном конгрессе математиков в Берлине 1998 году, тема — «Простая конечномерная супералгебра Ли», также пленарным докладчиком на Международном конгрессе математиков в 2014 году с докладом «Конечномерные представления алгебраических супергрупп». В 2017 году избрана почётными членом Американской академии искусств и наук.
Теорема Гельфанда — Сергановой даёт геометрическую характеристику матроидов Коксетера, установлена совместно Израилем Гельфандом в 1987 году.

## Избранная библиография
- Гельфанд И. М., Серганова В. В. Комбинаторные геометрии и старты тора на однородных компактных многообразиях // Успехи математических наук. — Т. 42:2, № 2 (254). — С. 107—134. — ISSN 0042-1316. — doi:10.1070/RM1987v042n02ABEH001308.
- Crystal Hoyt, Vera Serganova. Classification of finite-growth general Kac-Moody superalgebras // Comm. Algebra. — 2007. — Т. 35, № 3. — С. 851—874.